# Vladimir Rafeenko
Vladimir Vladimirovič Rafeenko (em russo:  Владимир Рафеенко; 25 de novembro de 1969; Donetsk, Ucrânia) é um escritor e filologista ucraniano.